# 1517
1517 (MDXVII) a fost un an comun al calendarului iulian, care a început într-o zi de joi.

## Evenimente
- 7 februarie: Fondarea orașului Le Havre.
- Atacurile de la Hebron din 1517

### Nedatate
- Eșecul unei revolte iscate în Anglia.
- Începutul Reformei: Prezentarea în biserica din Wittenberg a celor 95 de teze ale lui Martin Luther, care stau la originea Reformei Protestante.
- Legarea de glie a țăranilor din Transilvania prin Tripartitum-ul lui Werböczi.
- Navigatorul spaniol Francisco Hernandez de Cordoba explorează litoralul din Yucatán și descoperă vestigiii ale unor orașe aparținând mayașilor.
- Otomanii sub Selim I cuceresc Egiptul.
- Papa autorizează Tratatul de la Rouen. Încercare de reînnoire a Auld Alliance dintre Scoția și Franța.

## Nașteri
- 18 iunie: Împăratul Ōgimachi  (d. 1593)
- 29 iunie: Rembert Dodoens  (d. 1585)

## Decese
- 12 februarie: Caterina de Navarra, 49 ani, regină a Navarrei (n. 1468)